# Giovanna Antida Thouret
Giovanna Antida Thouret (in francese Jeanne-Antide Thouret; Sancey-le-Long, 27 novembre 1765 – Napoli, 24 agosto 1826) è stata una religiosa francese, fondatrice della congregazione delle Suore della Carità. Beatificata nel 1926, è stata proclamata santa nel 1934 da papa Pio XI.

## Biografia
Giovanna Antida Thouret nacque a Sancey-le-Long il 27 novembre 1765. In seguito alla perdita della madre, nel 1787 decise di entrare tra le Figlie della Carità di San Vincenzo de' Paoli a Parigi, ma dovette abbandonare la congregazione nel 1789, a causa dello scoppio della Rivoluzione francese.
Dopo un breve esilio in Svizzera e Germania, nel 1797 fece il suo ritorno in patria e si stabilì a Besançon, dove aprì una scuola per fanciulle povere. L'11 aprile del 1799 diede vita ad una nuova congregazione, detta delle Suore della Carità, che, anche grazie all'appoggio di Letizia Ramolino, madre di Napoleone I, si diffuse rapidamente in Francia, Svizzera, Savoia e a Napoli.
Nel novembre del 1818, durante il suo viaggio a Roma per ottenere l'approvazione da parte del Papa, giunse e sostò Tagliacozzo dove fondò la seconda casa in Italia. Qui era stata chiamata dal Barone Alessandro Mastroddi per il problema dell'educazione cristiana dei ragazzi della città rimastane priva dopo le controversie sorte tra gli amministratori locali e le maestre della scuola fondata dalla signora Anna Casale nel 1749.
Nel 1819 il suo istituto ottenne anche l'approvazione di papa Pio VII, che concesse ai conventi di Suore della Carità l'esenzione dalla giurisdizione vescovile: entrata in conflitto proprio su questo punto con l'arcivescovo di Besançon Gabriel Cortois de Pressigny, di tendenze gallicane, la Thouret si ritirò a Napoli, presso l'ex monastero di Regina Coeli, dove si spense il 24 agosto 1826.
La sua salma è oggi esposta al pubblico presso la Chiesa di Santa Maria Regina Coeli, a Napoli.

## Il culto
Il 9 luglio 1922 la Santa Sede, decretatane l'eroicità delle virtù, le attribuì il titolo di venerabile: venne proclamata beata il 23 maggio del 1926 da papa Pio XI, che la canonizzò il 14 gennaio del 1934.
Il Martirologio Romano fissa per la memoria liturgica di santa Giovanna Antida Thouret la data del 24 agosto, giorno della sua morte. Le Suore della Carità, celebrano la memoria liturgica il 23 maggio, anniversario della beatificazione.